# ATP Buenos Aires 1985
L'ATP Buenos Aires 1985 è stato un torneo di tennis giocato sulla terra rossa. È stata la 55ª edizione del torneo, che fa parte del Nabisco Grand Prix 1985.Si è giocato a Buenos Aires in Argentina dal 25 febbraio al 3 marzo 1985.

## Campioni

### Singolare maschile
Martín Jaite ha battuto in finale  Diego Pérez con il punteggio di 6–4, 6–2

### Doppio maschile
Martín Jaite /  Christian Miniussi hanno battuto in finale  Eduardo Bengoechea /  Diego Pérez con il punteggio di 6–4, 6–3